# Prangos gaubae
Prangos gaubae är en flockblommig växtart som först beskrevs av Joseph Friedrich Nicolaus Bornmüller, och fick sitt nu gällande namn av Herrnst. och Chaia Clara Heyn. Prangos gaubae ingår i släktet Prangos och familjen flockblommiga växter. Inga underarter finns listade i Catalogue of Life.